# نيكولاي فورونوف
نيكولاي نيكولايفيتش فورونوف (بالروسية: Никола́й Никола́евич Во́ронов) (ولد بتاريخ 5 مايو 1899 في سانت بطرسبرغ في الإمبراطورية الروسية - توفي بتاريخ 28 فبراير 1968 في موسكو في الاتحاد السوفيتي) هو قائد حربي روسي والرئيس المشير للسلطة (1944). وبطل الاتحاد السوفيتي (7 مايو 1965).